# 坪内利定
坪内 利定（つぼうち としさだ）は、戦国時代から江戸時代初期にかけての武将・大身旗本。尾張国松倉城主。『系図纂要』に記載の坪内利之と同一人と思われる。

## 経歴
尾張葉栗郡松倉生まれという。鉄砲術に優れていたという。戦国期の松倉城は尾張と美濃の境にあり、戦略上重要な地であった。利定は織田信長に仕え、境川（木曽川）沿いの国人を纏め上げる役割を担っていたという。国人衆には、蜂須賀正勝、前野長康、大沢次郎左衛門、松原内匠、日比野六太夫、青山新七などがいたという。当時これら国人衆を川並衆と称した歴史的事実は無い。
永禄2年（1559年）、拾阿弥を斬殺した罪で出仕停止処分を受け浪人暮らしをしていた前田利家を庇い、しばらく松倉城に住まわせたという。伝承によれば、永禄9年（1566年）、木下藤吉郎（豊臣秀吉）による墨俣城築城の際、木曽山中より木材を流し、松倉にて陸揚げ、加工を施してから再び川に流し、墨俣に送るという、重要な役割を果たす。これが稲葉山城攻略の大きな手助けになったとされる。播磨国平定戦（高倉城攻め）で、秀吉が利定の軍功を他人の軍功と見誤った事などから、信長の死後、秀吉と不和となり、天正12年（1584年）の小牧・長久手の戦いでは秀吉の直臣としてではなく、秀吉方に属した金山城主・森長可の下に付く。しかし、当合戦で長可が戦死したために浪人となり、天正18年（1590年）に徳川家康に召しだされて仕え、上総国・武蔵国において3,400石を領した。
慶長5年（1600年）、徳川家康の会津征伐に鉄砲隊を率いて参戦。関ヶ原の戦いでは東軍東海道本隊（徳川隊）に属し、鉄砲隊を率いて功績を挙げる。この功績により、美濃羽栗郡・各務郡20村の6,500石を治める大身旗本となり、同年、拠点を松倉城から各務郡新加納の新加納陣屋に移す。坪内氏は明治初期の版籍奉還まで大身旗本として存続する。

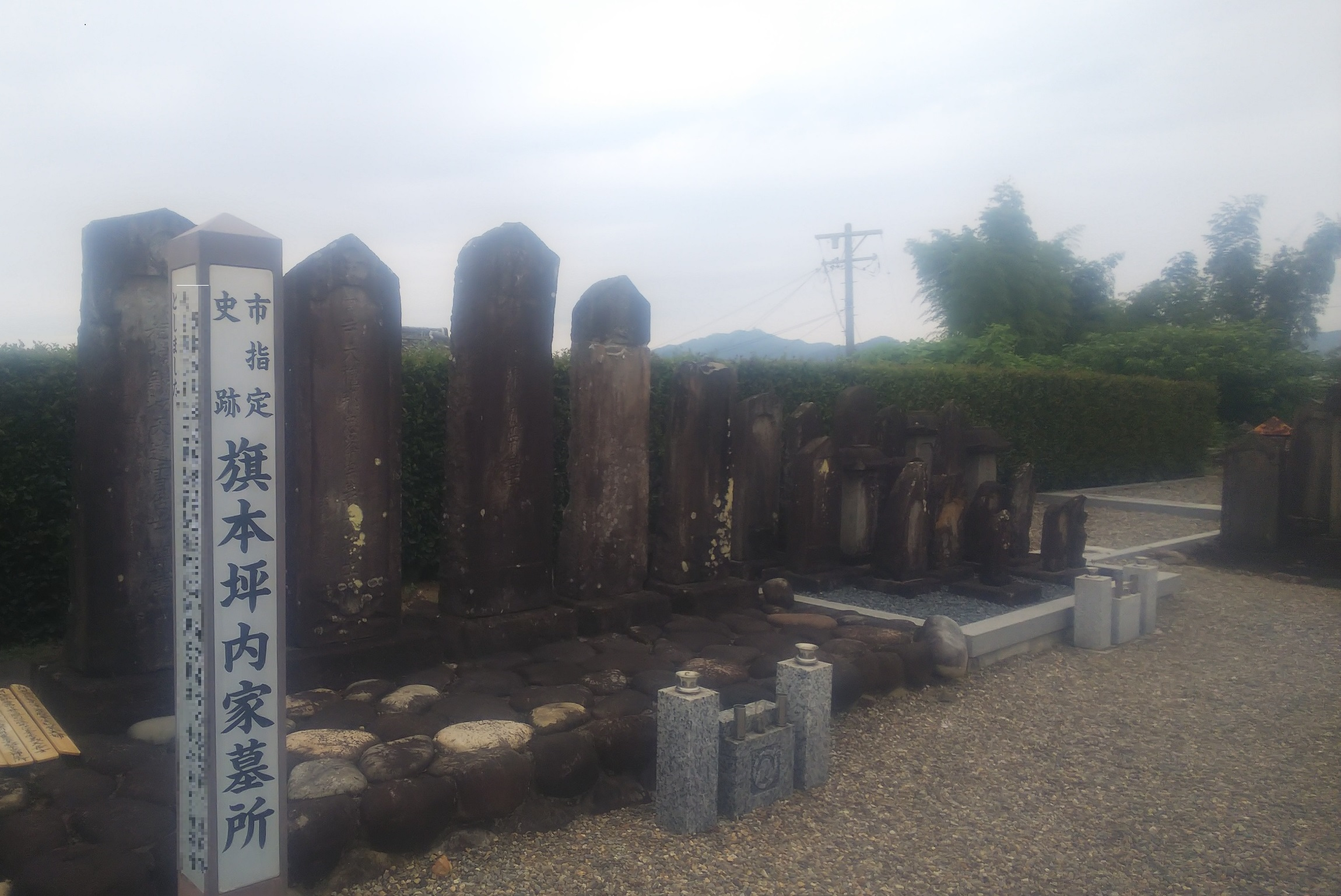
旗本坪内家墓所

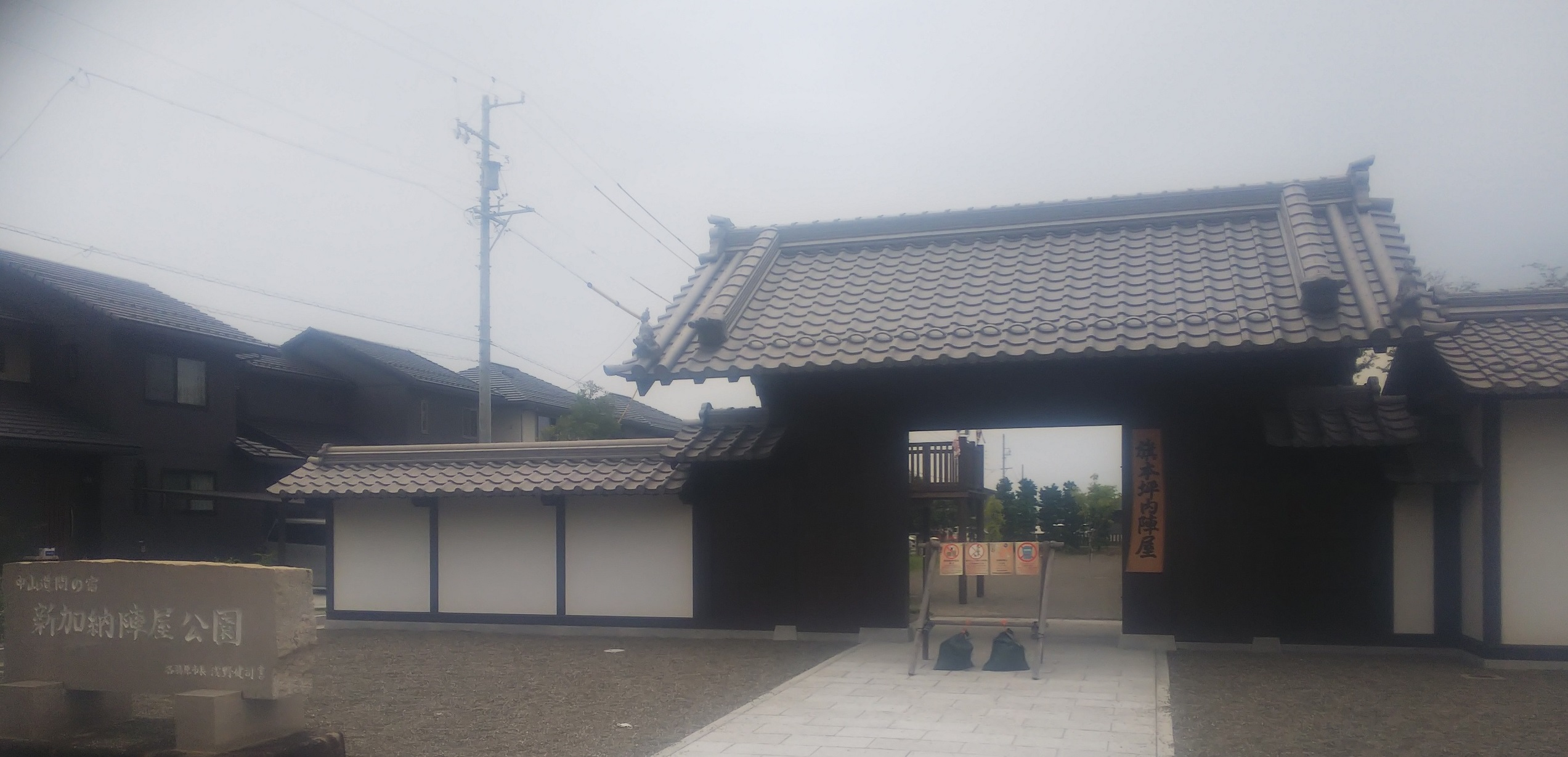
新加納陣屋公園（旗本坪内陣屋）

## 逸話
- 豊臣秀吉がまだ若く、身分も低かった頃、玄蕃に対し「お前は使える奴なので、俺が天下を獲ったら俺の下で使ってやるぞ」と言った。玄蕃は「何を言うか。俺がお前を使うのだろう」と言ったが秀吉は「解らないことを言うな」と答えた。
- 前述のようにのち玄蕃と秀吉は仲違いし、玄蕃は徳川家康に匿われて仕え、秀吉は天下人となった頃、秀吉が家康に「そういえば最近、坪内玄蕃を見ないな」と言ったが家康は「なぜでしょうね。私は知りません」としらを切った。
- 石谷貞清が玄蕃に、どうやったらそのように活躍できるのだ、と問うた。玄蕃は「皆は戦場で功名を挙げたい時に武神である八幡神を頼んでいる。そこで自分も八幡神を頼んだ場合、相手も自分もどちらも八幡神頼みであるのでその願いは成就しないと思う。なので自分はいつも、（相手の）八幡神を刺し通してやろうとだけ思っている。ということで、戦場で後れを取ることはない」と答えた。

## 系譜
- 曾祖父：坪内頼定（富樫頼定、加賀国富樫郷出身。犬山城主・織田白厳に仕え初代松倉城を築城した。）
- 祖父：坪内友定（對馬守定兼）
- 伯父：坪内為定（惣兵衛兼光）
- 叔父：坪内重定
- 父：坪内勝定
- 母：坪内昌家（坪内又五郎某）の娘
  - 兄：坪内光景（実兄。前野家古文書『武功夜話』では姉が前野長康の室で義兄にあたる。）
  - 弟：坪内澄定
  - 弟：坪内定時
  - 妹：坪内半兵衛室
  - 弟：坪内守定
  - 妹：武山善兵衛室
- 室：生駒家宗の娘（生駒家長の妹。）
  - 子女：坪内家定（定仍、定次の父。）
  - 子女：坪内定安
  - 子女：坪内正定
  - 子女：坪内秀定（友定の養父。）
  - 子女：坪内安定
  - 子女：坪内行定
  - 子女：坪内定令
  - 子女：浅井直元室など